# Lago de Zúrich

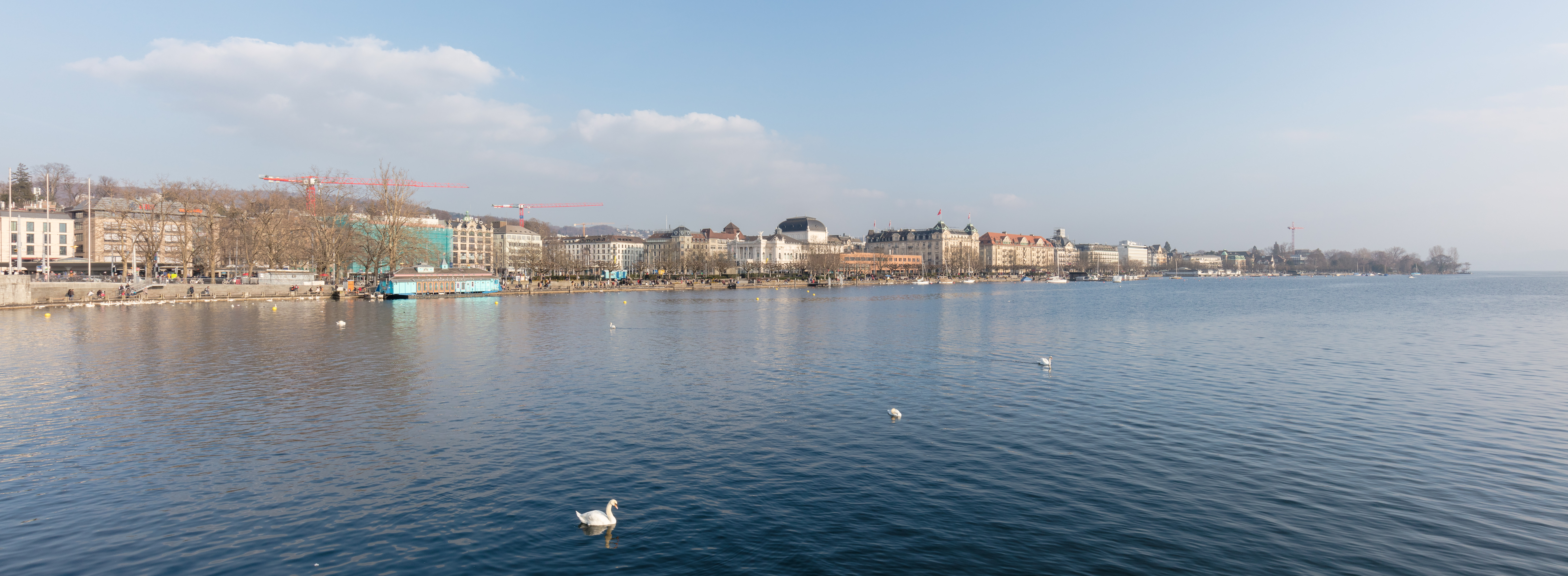
Vista del lago en verano.

El lago de Zúrich (en alemán: Zürichsee) es un lago de Suiza, que se extiende al sudeste de la ciudad de Zúrich. Los zuriqueses lo suelen denominar en alemán suizo Zürisee.
En el lago desemboca el río Linth, que proviene de los glaciares del macizo del Tödi en Glaris. Este río fue desviado por el canal Escher (terminado en 1811) dentro del lago de Walen, de donde, mediante el canal de Linth (concluido en 1816), sus aguas se llevan al extremo este del lago de Zúrich. Este río pasa desde el extremo noroeste del lago, a través de la ciudad de Zúrich, donde, sin embargo, recibe el nombre de Limmat. 
Los ríos que dejan sus aguas en este lago no son muy caudalosos. La superficie del lago es aproximadamente de 90 km², su extensión máxima de 40 km, su anchura máxima unos 2 km y su mayor profundidad de 136 m, mientras que su superficie está a 406 m s. n. m.

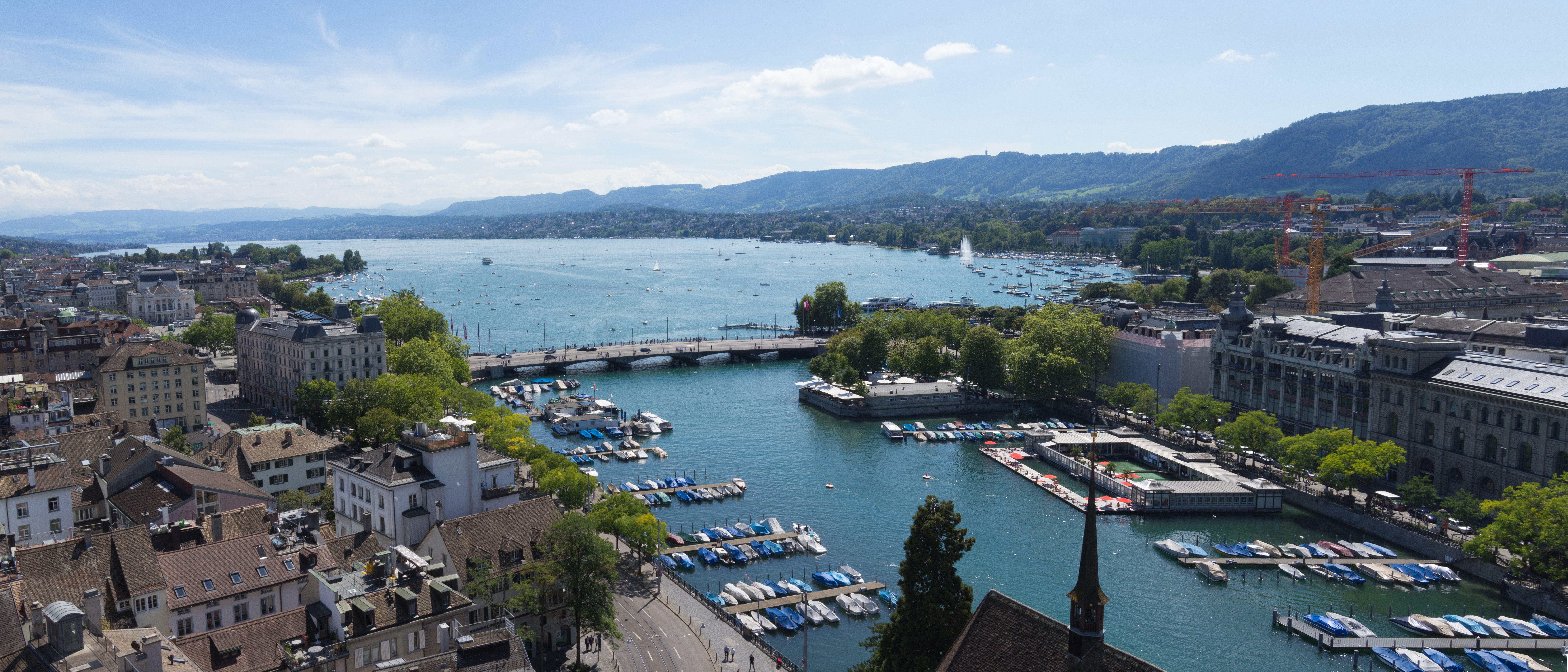
Lago de Zúrich capturado desde la catedral Grossmünster.

Su volumen es de 3900 km³. En su mayor parte, se encuentra dentro del Cantón de Zúrich, pero a su extremo este 21 km² hacia la orilla sur pertenece al Cantón de Schwyz, y 10 km² hacia la orilla norte se encuentra en el Cantón de San Galo. La gran «presa», producto de la construcción de la línea férrea y la carretera que unen Rapperswil y Pfäffikon, corta el extremo este del lago del resto. A dicho extremo solo se puede cruzar con pequeñas barcas; los barcos (el primero de los cuales se trajo al lago en 1835) no cruzan la presa porque el extremo este del lago no tiene apenas profundidad. Al oeste de esta presa se encuentran las pequeñas islas de Lützelau y Ufenau, donde en 1523 Ulrich von Hutten se refugió y murió. La fertilidad de ambas orillas del lago permite que estén cultivadas.
El lago de Zúrich es conocido por ser el lago más limpio de Suiza.

## Ciudades a orillas del lago
Zúrich se encuentra al extremo norte del lago. 
En la orilla oeste (que se va convirtiendo gradualmente en la orilla sur) están Thalwil, Horgen, Wädenswil, Richterswil, Pfäffikon y Lachen. 
Al lado opuesto están Meilen (cerca de donde se descubrieron en 1853-54 los restos más antiguos de pobladores junto al lago), Herrliberg, Küsnacht, Stäfa y el pintoresco pueblo de Rapperswil-Jona, cuyo castillo guarda un museo polaco donde se encuentra el corazón de Tadeusz Kościuszko. Además, destaca el antiguo puente de madera que une Rapperswil con Pfeffikön. Schmerikon está cerca de la orilla este donde termina el lago y algo más allá se encuentra el pueblo Uznach.

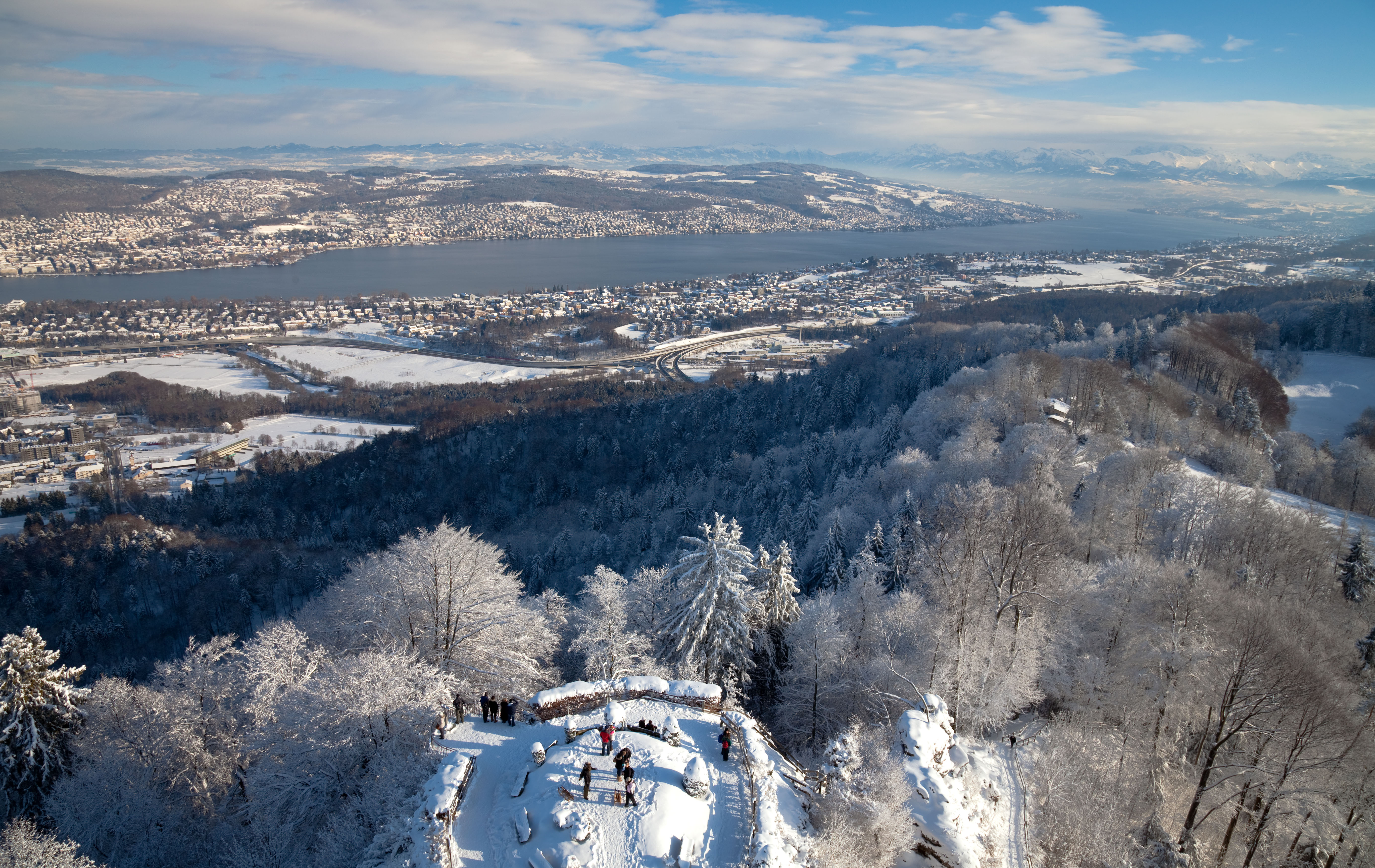
Lago de Zúrich desde Uetilberg.